# Guru Hargobind Sahib Ji

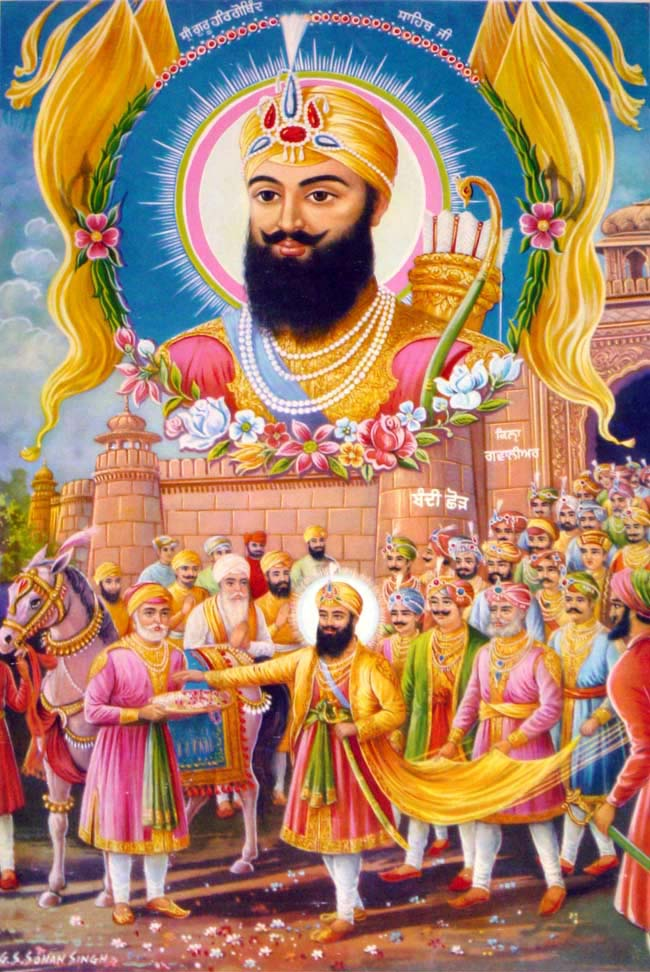
El Guru Hargobind Sahib Ji, és alliberat del Fort de Gwalior, per ordre de l'Emperador Jahangir.

Guru Hargobind Sahib Ji (en panjabi: ਗੁਰੂ ਹਰਿਗੋਬਿੰਦ ਜੀ) (Amritsar, 5 de juliol de 1595 - 19 de març de 1644), fou el sisè guru del sikhisme, des de l'11 de juny de 1606, fins al dia de la seva mort, que va tenir lloc el 19 de març de 1644. El guru era fill de Guru Arjan Dev Ji, qui va ser executat al maig de 1606, quan Hargobind tenia 10 anys. Abans de la seva mort, Hargobind va nomenar al seu net, Guru Har Rai Sahib Ji, com el seu successor. Al llarg de la història, se li ha considerat a Hargobind com un enemic mortal de l'Imperi Mogol, ja que va ser el primer gurú del sikhisme a involucrar-se en una guerra amb aquest imperi, lliurant importants batalles, com la batalla de Rohilla, la Batalla d'Amritsar, i la batalla de Kartarpur. A més, se li atrivueix l'Akal Takht, el principal centre d'autoritat religiosa del sikhisme en l'Índia, i que es troba a Amritsar, davant del Harmandir Sahib. També, cal destacar que, després del martiri del seu pare, Hargobind va introduir en el sikhisme algunes arts marcials i armes per la defensa personal. Hargobind sempre carregava dues espases: una per raons espirituals i l'altra per raons mundanes.

## Relacions amb Jahangir i les guerres amb els mogols
Les raons de Guru Har Gobind per armar els seus seguidors eren moltes. Tant exteriorment com interiorment, la situació va anar canviant, i la política del Guru va haver d'ajustar-se a un nou entorn. El desenvolupament de l'organització del sikhisme havia tingut lloc sobretot durant els dies tolerants d'Akbar, l'Emperador mogol Akbar mai havia interferit amb el sikhisme, no ho va fer, al contrari, ja que fins i tot va ajudar els gurus de diverses maneres.
Tanmateix, l'execució de Guru Arjan Dev Ji, a les mans de Jahangir, i l'empresonament de Hargobind definitivament va demostrar que hi havia dies més difícils al davant, i que la política d'organització pacífica ja no era suficient. Guru Arjan Dev havia previst, i el Guru Har Gobind també va veure clarament, que ja no seria possible protegir la comunitat Sikh sense l'ajuda de les armes.
El guru tenia un estable de 800 cavalls, 300 seguidors fidels estaven constantment presents amb ell, i una guàrdia personal de 56 homes, asseguren la seva seguretat en persona.
Jahangir no podia tolerar la política armada de Hargobind i, per tant, el va empresonar. La principal raó per deixar-lo després d'anys era que hi havia un munt d'informes de tot el llarg i ample del país, de que la gent estava contra el tron degut a la popularitat del guru, així com el martiri injustificat del cinquè guru.
Una gran quantitat de persones estaven seguint el sikhisme, i existia la possibilitat d'un cop d'estat, si el guru no era alliberat molt ràpid. Així les coses, hi havia 52 reis hindus, en la presó de Gwalior en aquell moment, les polítiques de Jahangir contra el poble local eren opressives per la majoria. Per tant, la situació va obligar a Jahangir, a fer possible l'alliberament del Guru Har Gobind Sahib Ji, i així poder salvar el tron.
Durant el regnat de Xa Jahan, les relacions es van fer amargues de nou, perque Xah Jahan era intolerant. Va destruir el Sikh Baoli a Lahore. Les baralles que van començar originalment sobre els falcons i els cavalls entre funcionaris de l'Imperi Mogol i el Sikhs, posteriorment van conduir a aixecaments a gran escala, i van ser responsables de la mort de milers de persones en tots dos costats. Les batalles es van lliurar a Amritsar, Kartarpur, i en altres llocs. El guru va derrotar a les tropes imperials prop d'Amritsar. El guru va ser novament atacat per un destacament provincial, però els atacants van ser derrotats, i els seus líders assassinats. Hargobind va agafar una espasa, i va marxar amb els seus soldats cap on es trobaven les tropes de l'imperi, i amb audàcia els va portar a oposar-se i vèncer als governadors provincials i als enemics personals.
Un amic de la infància de Hargobind, Painde Khan, la mare de la qual havia estat la infermera del guru, s'havia convertit en el seu enemic. La causa determinada, en algunes versions, fou un valuós falcó d'un seguidor del Guru, que va ser presa de Khan. Altres històries expliquen que fou per la vanitat de Khan i pel seu orgull. Aquesta oportunitat va ser utilitzada pels funcionaris de l'Imperi Mogol, que va veure a Hargobind com un perill sempre present. Painde Khan va ser nomenat cap de les tropes provincials, i va marxar contra el Guru. Hargobind va ser atacat, però el Guru guerrer va matar a l'amic de la seva joventut, amb la seva pròpia mà, i va tornar a vencer.
Hi ha un incident narrat per les dues fonts, pels sikhs i musulmans. Durant una de les batalles, Hargobind va ser atacat per un soldat. Ell no només va aturar el cop, però el va colpejar, i va deixar mort al soldat als seus peus. Una font assenyala que Hargobind no va colpejar pas amb ira, però ho va fer per donar una lliçó a la tropa, perquè la funció del Guru és ensenyar. Hargobind va tenir moltes dificultats del mateix tipus, però el sikhs sempre van estar al seu costat i amb ell. El Guru Hargobind Sahib Ji, va morir a Kiratpur Rupnagar, en la regió del Panjab, el 19 de març de 1644.

## Efectes
Durant l'era de Hargobind, els sikhs havien augmentat considerablement en nombre, amb la política fiscal del Guru Arjan Dev Ji, juntament amb el sistema militar del Guru Hargobind Sahib Ji, els sikhs ja havien format un entitat separada de l'Imperi mogol. El Guru no era conscient de la seva influència latent, però en la seva vida privada mai es va oblidar del seu caràcter genuí, i sempre es feia anomenar Nanak, en deferència a la ferma creença dels sikhs, ja que ells creien que l'ànima del seu gran mestre Guru Nanak Dev Ji encara estava viva en cadascun dels seus successors.
Hargobind no tenia un gran respecte per l'adoració d'ídols. Un dels seus seguidors li va tallar el cap a un ídol, davant de les queixes de diversos caps tribals veïns, aleshores Hargobind va convocar als caps davant de la seva presència, el culpable va negar el fet, però va afegir tanmateix, que si l'ídol podia donar testimoni en contra seu, ell acceptaria el càstig de bona gana. "O ximple", van respondre els caps, "Com pot parlar un ídol?" El sikh va respondre: "Si aquest ídol no pot parlar, aleshores no pot donar testimoni en contra meu".

## Llegat
El següent és un resum dels esdeveniments principals en la vida del Guru Hargobind Sahib Ji:
- Va transformar el sikhisme, introduint les arts marcials i les armes per la defensa després del martiri del seu pare.
- Va militaritzar el moviment sikh - El guru sempre duia a sobre 2 espases.
- Va construir l'Akal Takht en 1608 - que en l'actualitat és un dels 5 Takhts dels sikhs.
- Va fundar la ciutat de Kiratpur en el districte de Jalandhar, en el Panjab.
- Fou empresonat en el Fort de Gwalior per un any, i en l'alliberament va insistir que 52 companys presos fossin alliberats també. Per aquest motiu, els sikhs celebren la festivitat de Bandi Chhor Divas.
- Fou el primer Guru dels sikhs que participar en una guerra.
- Va lluitar en 4 batalles contra els governants mogols.
- El Guru va conquerir la ciutat de Hargobindpur als mogols, després de vèncer en una batalla.